# Schütting (Bremen)

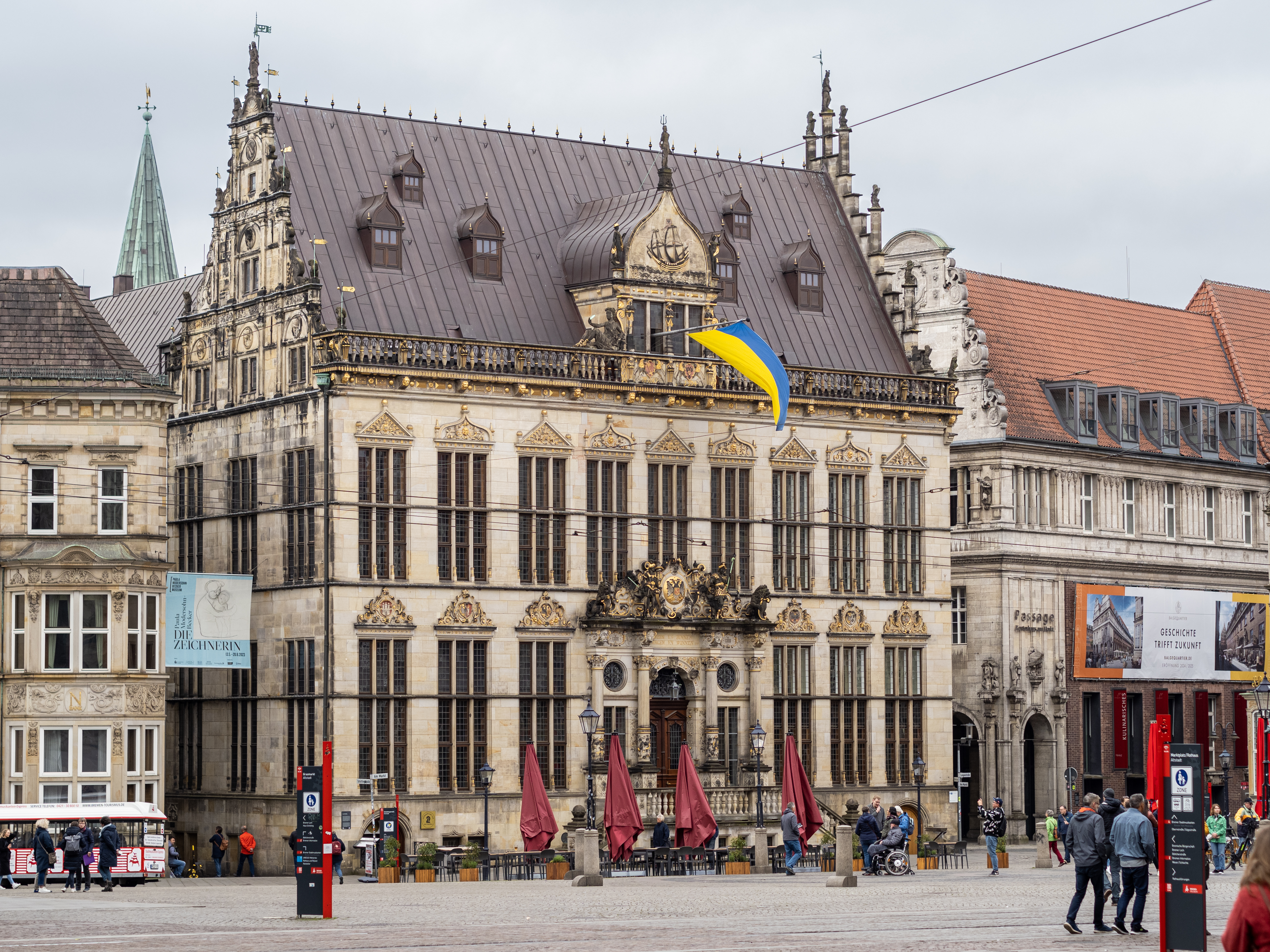
„Schütting“ am Markt

Der Schütting ist das Gebäude der Bremer Kaufmannschaft, ehemals Gilde- und Kosthaus der Kaufleute und seit 1849 der Sitz der Handelskammer Bremen. Es steht an der Südseite des Bremer Marktplatzes, direkt gegenüber dem Rathaus.
Seit 1917 steht es unter Denkmalschutz.

## Der Name Schütting

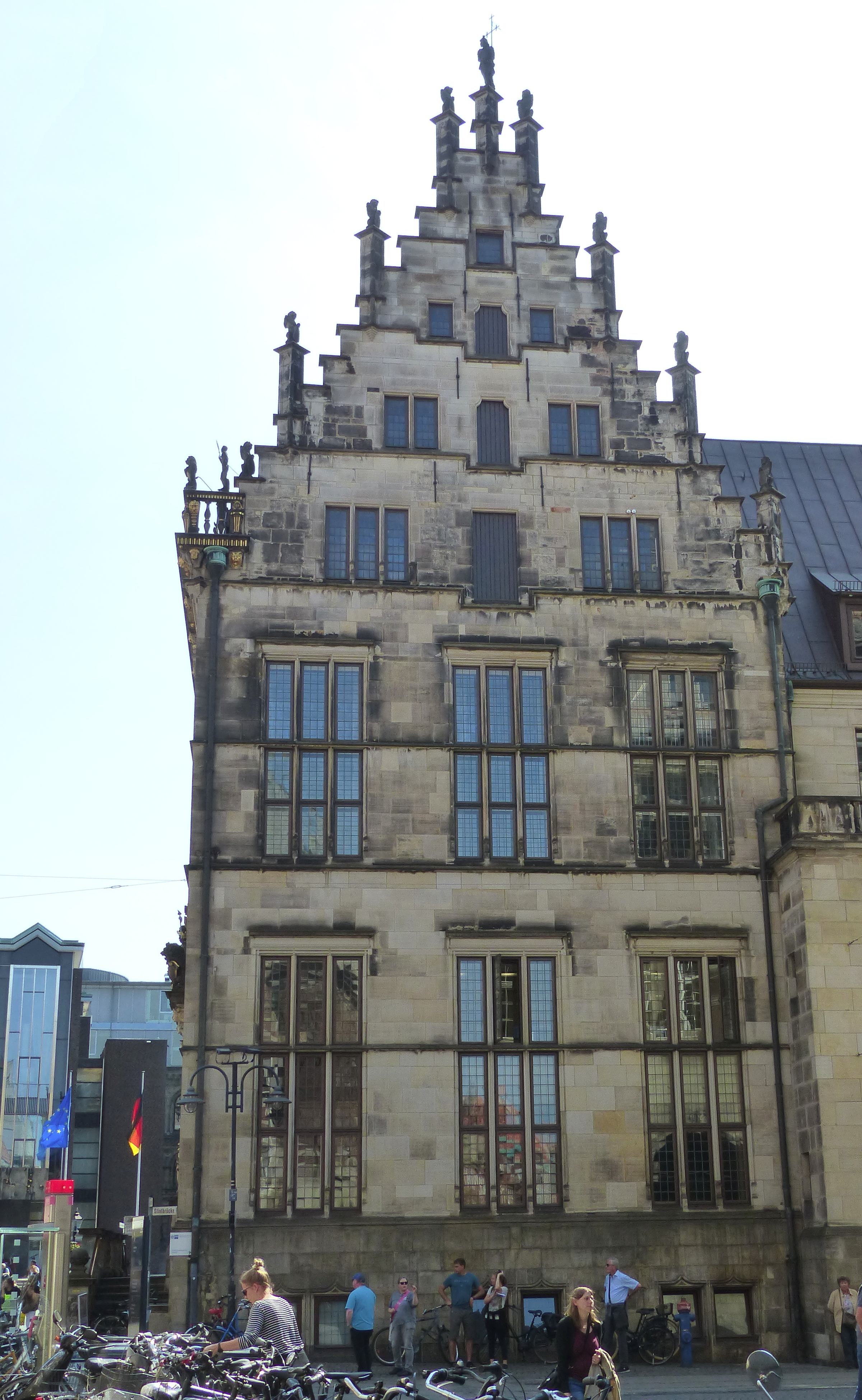
Westgiebel von 1537/38 im spätgotischen Stil; statt des mittleren Hochparterrefensters gab es ein von einer Blendarkade umrahmtes Portal

Gildehäuser mit dem Namen Schütting gibt und gab es auch im norwegischen Bergen (Scotting), in Lübeck, Lüneburg, Oldenburg, Osnabrück und Rostock. Sie dienten nicht nur Veranstaltungen und Verwaltungsaufgaben, sondern auch als Unterkunft für auswärtige Kaufleute. Die Bedeutung des seit 1444 bekannten Namens ist nicht eindeutig. Er könnte aus dem Niederdeutschen Verb schütten, inschütten für schützen stammen oder vom norwegischen Wort Skotting für Versammlungshaus oder vom Verb schütten für die zusammengeschütteten Finanzmittel der Kaufleute.

## Erste Gildehäuser und Politik

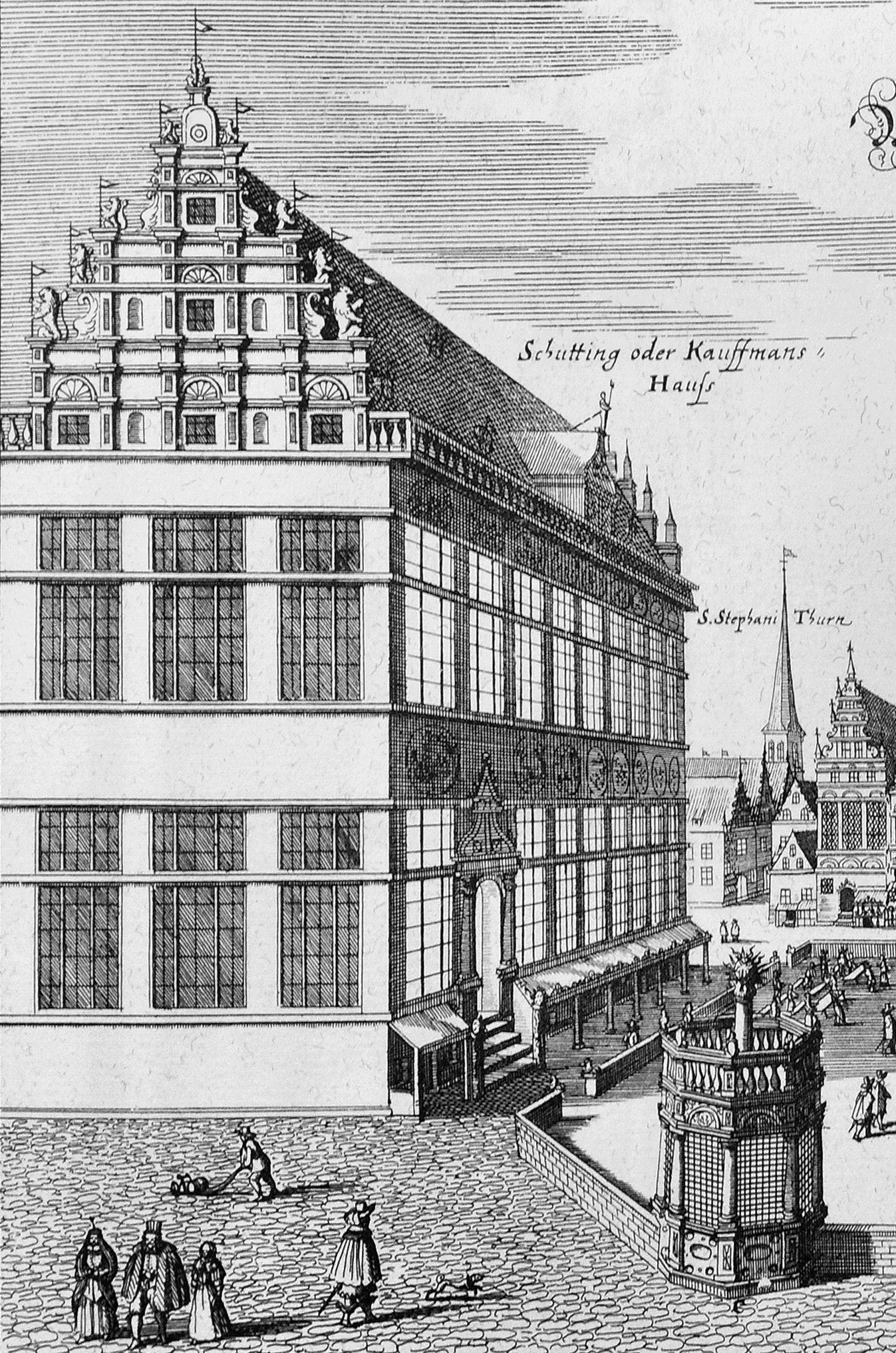
Schütting um 1641

Vor dem Bau des heutigen Schütting dienten den Bremer Großkaufleuten nacheinander zwei ehemalige Privathäuser als Gildehaus. Das erste kauften sie 1425. Es stand an der Langenstraße Ecke Hakenstraße. Allerdings war 15 Jahre vorher das Rathaus am Marktplatz errichtet worden. An diesem Platz wollten die Elterleute des Kaufmanns ebenso präsent sein wie der Rat, in dem zunehmend auch Kaufleute saßen, aber lange Zeit vor allem Grundbesitzer. Darum verkauften die Elterleute das Haus in der Langenstraße schon 1444 wieder und erwarben im selben Jahr von einem Dritten ein Haus auf dem Grundstück des heutigen Schütting, das vorher der im Rat vertretenen Familie Hemeling gehört hatte, die noch weitere Häuser am Markt besaß. Es stand dem damals neuen Rathaus gegenüber zwischen Markt und Balge. 1451 gaben sich die Elterleute neue Statuten und konnten danach stärker in der Politik mitwirken. Durch Ankauf von fünf benachbarten „Buden“ (Läden oder auch kleinen Wohnhäusern) wurde das Grundstück des Schütting 1513 vergrößert. Während des Aufstandes der 104 Männer mussten die Elterleute den Schütting an die Stadt abtreten. Auch die Verwaltung der Tonnen in der Unterweser wurde von den Hundertvier übernommen. Aus der Niederlage der Hundertvier gingen die Elterleute gestärkt hervor.

## Neubau des Schüttings
Nun ließen die Bremer Kaufleute ihr Gildehaus abreißen und auf seinen Grundmauern durch den Antwerpener Baumeister Johann den Buschener von 1537 bis 1538 einen moderneren und größeren errichten. Über den Grund für den Auftrag an einen auswärtigen Handwerker wird spekuliert. Ein internationaler Star seines Metiers dürfte er nicht gewesen sein, denn er erhielt nur etwa ein Drittel des Lohns, für den bremische Bauleute in Bremen arbeiteten. Die künstlerische Gestaltung der Fassaden erstreckte sich aus finanziellen Gründen über weit längere Zeit. Nur der Treppengiebel an der Westseite wurde noch von Buschener selbst geschaffen, stilistisch an der Grenze von der Spätgotik zur Renaissance. An die Nutzung der drei Dachgeschosse als Speicher erinnern drei Türen in Geschossmitte und eine vierte darüber, aus der der Hauskran hing. Auch das Portal zum Markt wurde 1538 fertiggestellt. Es befand sich noch nicht in der Mitte, sondern in der zweiten Fensterachse von links, und hatte eine gerade Freitreppe auf den Platz hinunter. Beiderseits befand sich vor dem Sockelgeschoss ein niedriger Laubengang, der wohl zu Marktständen genutzt wurde. Den Ostgiebel schuf 1565 der bremische Steinmetz Karsten Husmann. Er verkörpert reinsten Renaissance-Stil. Die in Abbildungen überlieferte Gestaltung der Marktfassade stammte aus den 1590er Jahren. Lüder von Bentheim war daran zumindest als Lieferant des Sandsteins beteiligt. Leichte Unregelmäßigkeiten in den Abständen der Fensterachsen lassen offen, wie weit der Vorgängerbau abgetragen wurde. Seit 1595 hatte die Marktfront sieben durchlaufende Simse, von denen je eines die Fensteröffnungen der beiden Hauptgeschosse waagerecht durchteilte. Über jedem dem Markt zugewandten Fenster befand sich ein Medaillon.
Über der mittleren, damals noch türlosen Fensterachse wurde das Dach mit dem noch heute bestehenden (bzw. wiederhergestellten) Zwerchhaus versehen, dessen Giebelfeld auf die spätgotische Form des Kielbogens zurückgreift. Diese Form haben auch die in zwei Höhen auf der Dachschräge verteilten sechs Gauben. Als sie aufgesetzt wurden, bildeten sie das Gegenstück zu sechs ähnlich verteilten Gauben in Kielbogenform auf der Dachschräge des Rathauses. Diese wurden allerdings im 19. Jahrhundert entfernt, da man sie irrtümlich für spätere Zutaten hielt.

## Umbauten

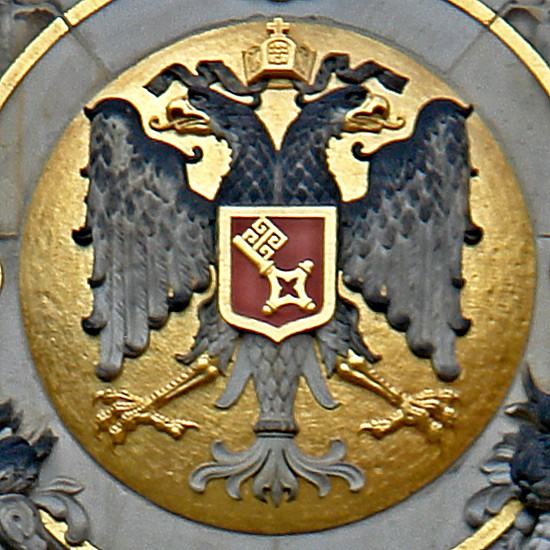
Das Bremer Kaufmannswappen im Schmuckgiebel des Eingangsportals

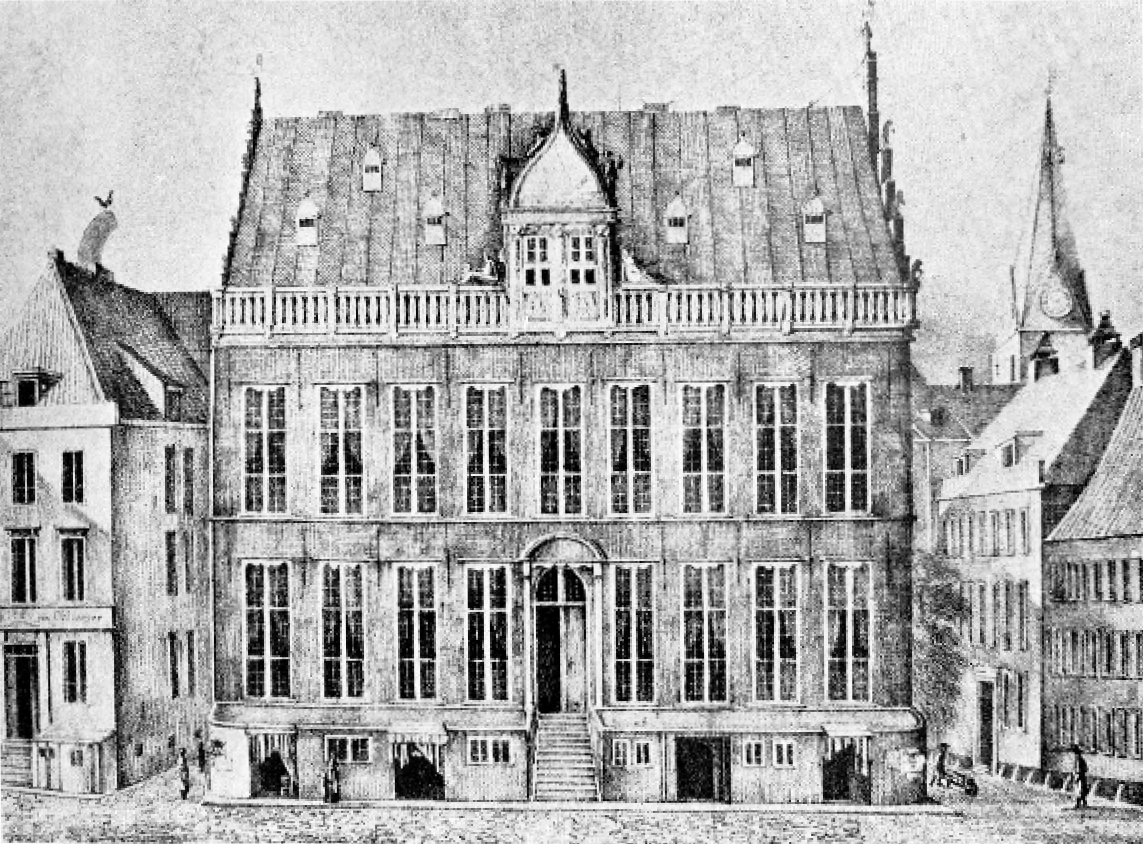
Schütting seit 1756 mit schlichter Barockfassade, Lithografie 1830

Im 18. Jahrhundert wurde der Eingang 1756 durch Theophilus Wilhelm Freese in die Mitte versetzt. Zunächst war er nur schlicht umrahmt und hatte wieder nur eine einläufige Freitreppe. Die Medaillons über den Fenstern verschwanden und von den durchlaufenden Simsen blieben nur drei erhalten, unter jeder Fensterreihe und unter der Dachtraufe.
Mitte des 19. Jahrhunderts wurden die kleinen Läden entfernt, zu denen die Arkade inzwischen umgebaut worden war. So entstand Platz für eine doppelläufige Freitreppe.
Insgesamt blieb die in der Barockzeit entstandene schlichte Fassadengestaltung erhalten, bis Ende des 19. Jahrhunderts die Handelskammer als Nachfolgerin der Kaufmannsgilde wieder mehr Pracht wollte. Geplant von Max Salzmann und ausgeführt von Ernst Ehrhardt wurde der Eingang zu einem pompösen neobarocken Portal. Die Plattform davor wurde von der Breite einer Fensterachse auf drei aufgeweitet und die beiden Flügel der Freitreppe entsprechend versetzt. Ein großer Teil der Sandsteinverkleidung wurde erneuert. Dabei wurden die bis 1756 die Fensterhöhlen durchteilenden Simse wiederhergestellt. Als Neuerung wurden über den Erdgeschossfenstern ziselierte Kartuschen angebracht, über denen der ersten Etage Ziergiebel.
Das Hauptportal erhielt im Jahr 1899 oberhalb des Rundbogens die plattdeutsche Inschrift:

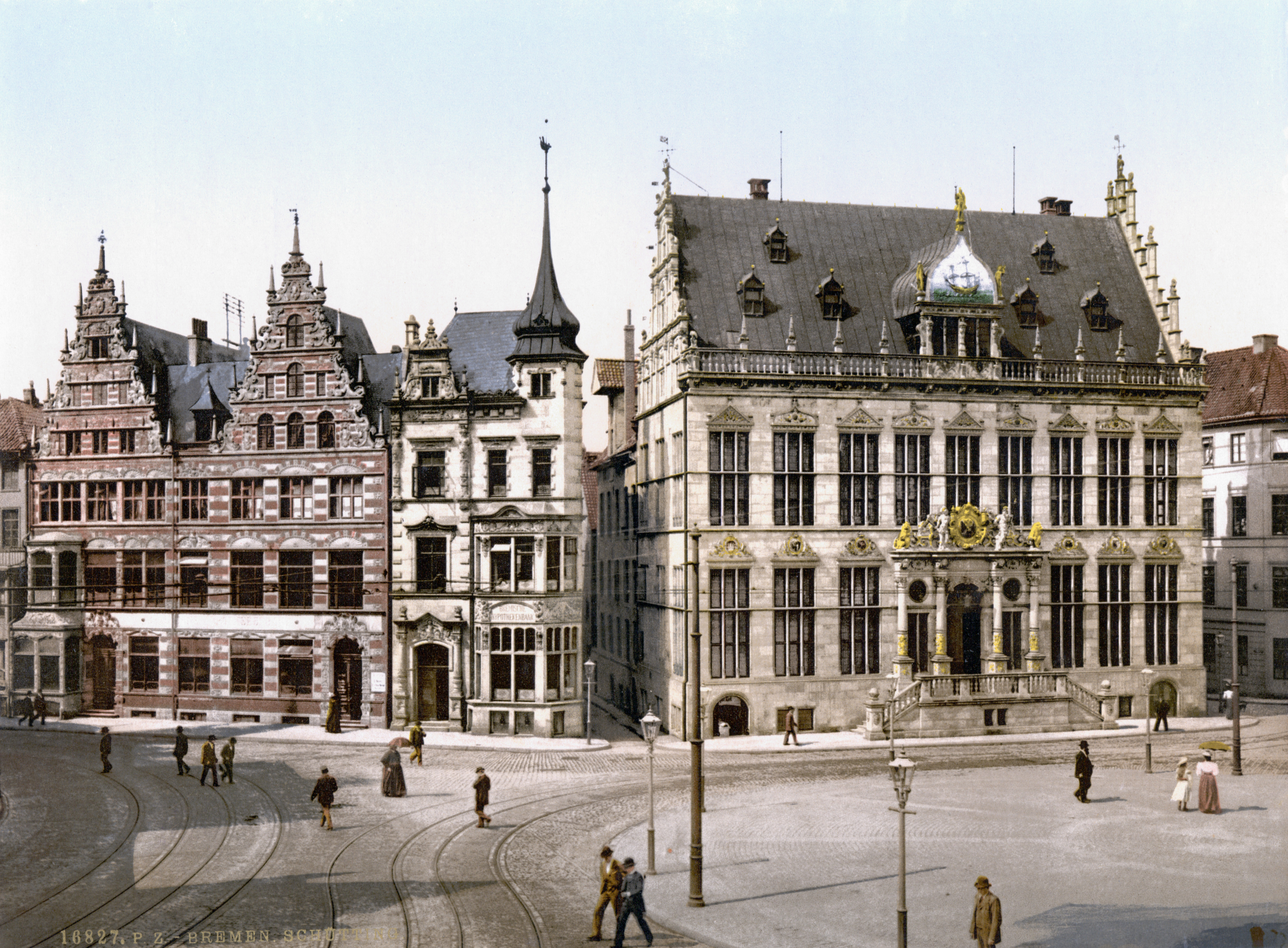
Schütting um 1900

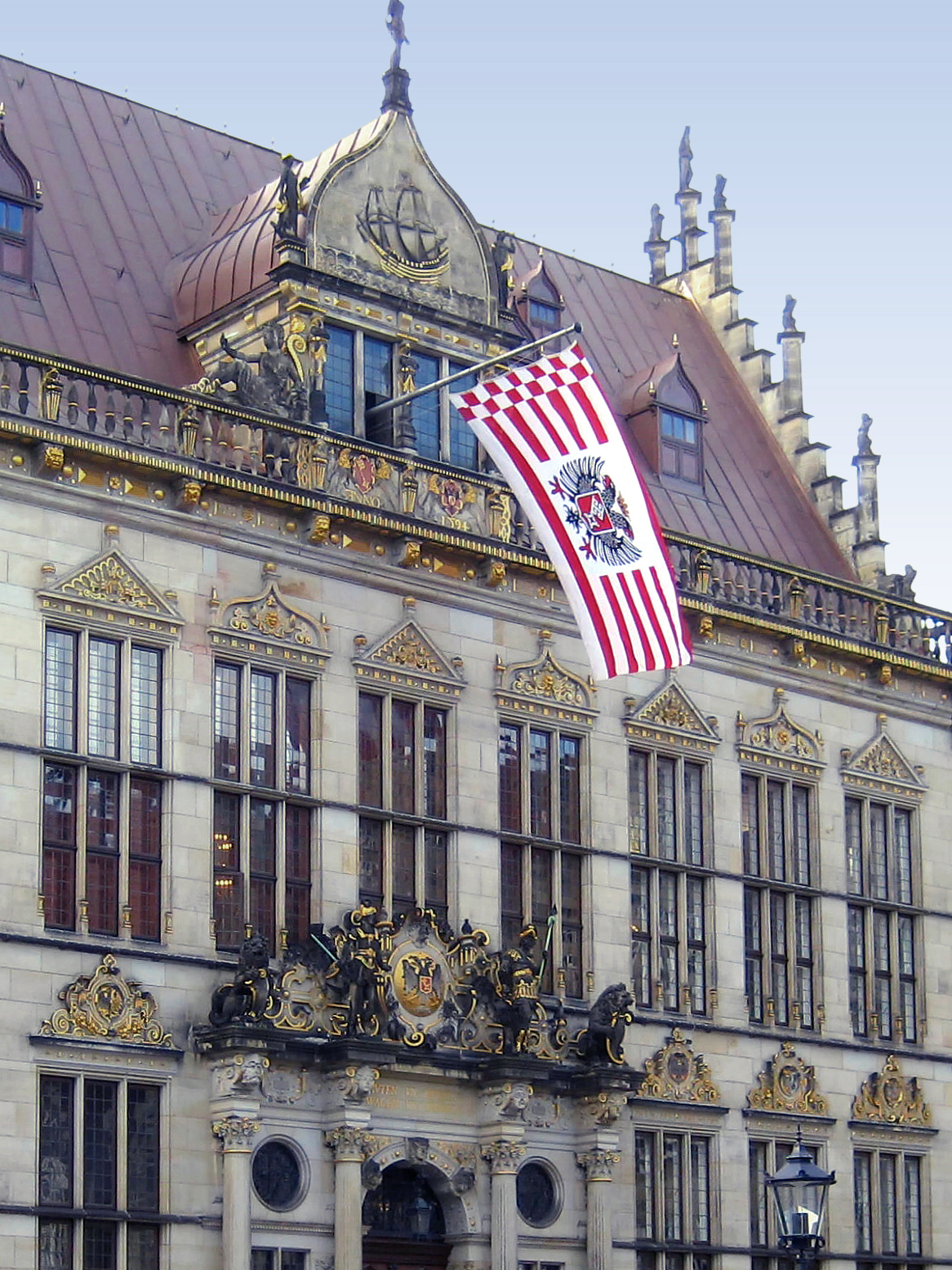
Teilansicht der Marktfront (2011): Schiffsgiebel mit Flaggenschmuck (Bremische Flagge mit dem Bremer Kaufmannswappen), darunter der Schmuckgiebel des Eingangsportals (mit Kaufmannswappen-Emblem)

In der Hansestadt Bremen und weit darüber hinaus sollten die Kaufleute es wagen und dabei gewinnen. Dieser Wahlspruch („draußen und drinnen – wagen und gewinnen“) der Bremer Kaufleute stammt vom Bürgermeister Otto Gildemeister (1823–1902).
Das Gebäude mit seinen prächtigen Innenräumen und der kostbaren Ausstattung brannte am 6. Oktober 1944 bis auf die Umfassungsmauern nieder. Beim 1956 abgeschlossenen Wiederaufbau wurde die Außenfront in alter Form unter Verzicht auf die marktseitigen Dachgauben wiederhergestellt, während die Innenräume neu gestaltet wurden. Bereits 1951 konnte die Handelskammer wieder ihren Betrieb im Erdgeschoss des Schütting aufnehmen. In den nächsten fünf Jahren erfolgte in einem 2. Bauabschnitt der Wiederaufbau der Räume im 1. Stockwerk. 2009 wurden Fassade und Kupferdach restauriert und die Dachgauben wiederhergestellt. Das Unternehmen Johann Osmers wurde dafür im Rahmen des Bremer Denkmalpflegepreises 2010 mit einer Anerkennung ausgezeichnet.

## Nutzung
Seit 1451 gab es mit der Ordinantie vom 10. Januar 1451 eine Regelung des Umgangs der Bremer Kaufleute miteinander. Dies gilt als die Geburtsstunde der Bremer Handelskammer, die bis zum Jahre 1849 als „Collegium Seniorum“ bezeichnet wurde. Seither hat die Handelskammer die Vertretung der Kaufmannschaft übernommen.
Die erste Kaffeestube im deutschsprachigen Raum entstand 1673 in Bremen, wo genau ist nicht belegt. Es könnte im Schütting oder einem der umliegenden Häuser am Markt gewesen sein. Ab 1679 gab es nachweisbar eine Kaffeestube an der Marktseite des Schütting.
Der Schütting ist noch heute das Haus der Bremer Kaufmannschaft und Sitz der Handelskammer Bremen. Im Untergeschoss hat der traditionsreiche Club zu Bremen seine Räume, er ist hervorgegangen aus der Gesellschaft Museum.